# 托马斯·安德森 (帆船运动员)
托马斯·安德森（英語：Thomas Anderson，1939年7月24日—2010年7月28日），澳大利亚男子帆船运动员。他曾代表澳大利亚参加1968年和1972年夏季奥林匹克运动会帆船比赛，其中1972年奥运会获得一枚金牌。